# Kleomenes (Bildhauer III)

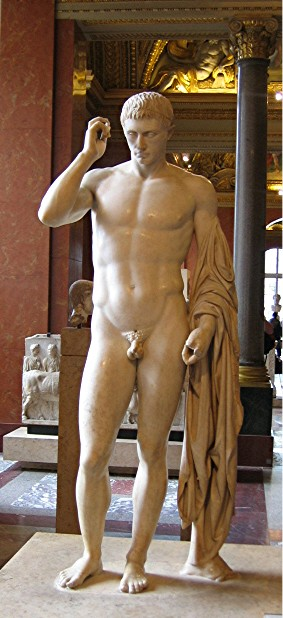
Marcellus, Werk von Kleomenes

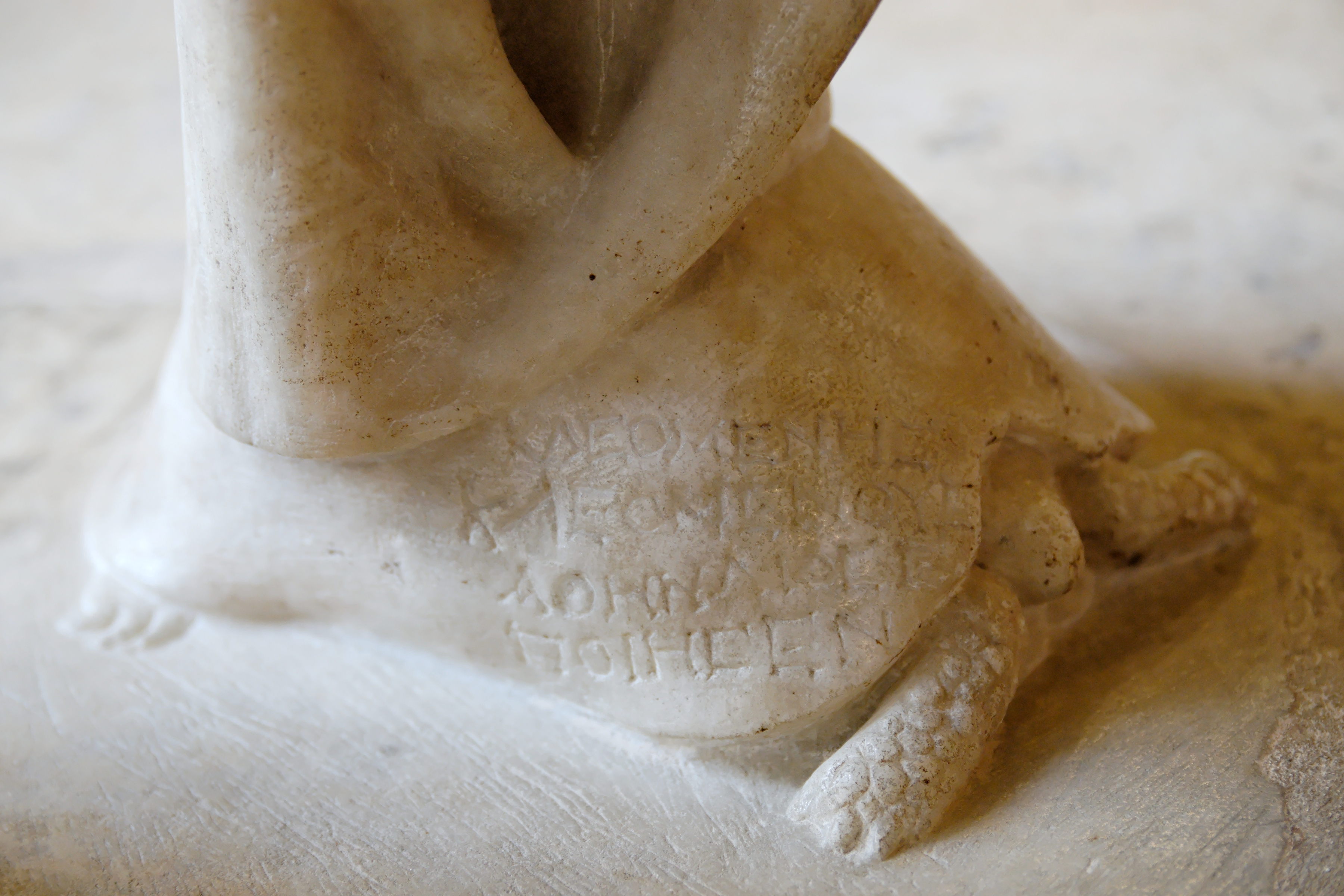
Marcellus, Inschrift auf der Schildkröte

Kleomenes war ein antiker griechischer Bildhauer aus Athen. 
Er ist einzig bekannt durch seine Signatur auf der Statue des Marcellus, die sich heute im Louvre in Paris befindet und früher Germanicus genannt wurde. Die Statue stellt Marcellus (42–23 v. Chr.), den Neffen des Augustus, im Typ des Hermes Ludovisi mit erhobener rechter Hand und einer Schildkröte an seiner Seite dar. Die Identifizierung der Statue mit Marcellus ist nicht jedoch nicht gesichert.
Die Schildkröte trägt die Signatur des Künstlers des Künstlers:
ΚΛΕΟΜΕΝΗΣ
ΚΛΕΟΜΕΝΟΥΣ
ΑΘΗΝΑΙΟΣΕ
ΠΟΙΗΣΕΝ
(„Kleomenes, der Sohn des Kleomenes aus Athen“)
Kleomenes könnte der Sohn des in der 1. Hälfte des 1. Jahrhunderts v. Chr. in Rom tätigen Bildhauers Kleomenes und Nachkomme des Bildhauers Kleomenes gewesen sein, da Söhne oft den gleichen Beruf wie ihre Väter ausübten; es handelt sich möglicherweise um eine in Rom tätige Bildhauerfamilie, die sich auf das kopieren griechischer Bildwerke spezialisiert hatte.